# Promeces kuntzeni
Promeces kuntzeni là một loài bọ cánh cứng trong họ Cerambycidae.